# Belinda Alexandra
Belinda Alexandra - współczesna pisarka, córka rosyjskiej emigrantki i Australijczycya. Autorka powieści, Białej gardenii, w której opisuje losy swojej matki, i Dzikiej lawendy.